# Delegation (Film)
Delegation (im Hebräischen auch Ha’Mishlahat) ist ein Coming-of-Age-Film von Asaf Saban, der im Februar 2023 im Rahmen der Internationalen Filmfestspiele Berlin seine Premiere feierte. Im Zentrum der Handlung stehen drei Jugendliche, die eng befreundet sind, zwischen denen aber auf einer Klassenfahrt nach Polen Streitigkeiten und unausgesprochene Gefühle aufkommen.

## Handlung
Eine Gruppe junger Israelis befindet sich auf einer Klassenfahrt, unter ihnen Frisch, Nitzan und Ido. Sie besuchen in Polen verschiedene ehemalige Konzentrationslager und Gedenkstätten der Shoah und werden hierbei mit einem Teil ihrer Identität konfrontiert. Gleichzeitig hat die Fahrt Auswirkungen auf ihre Gefühle und die Dynamiken untereinander.

## Produktion

### Filmstab und Besetzung
„Im Gegensatz zu Deutschland können Jugendliche in Israel nicht mal eben über die Grenze ins Nachbarland fahren, wir leben ein bisschen wie auf einer Insel. Für viele Teenager ist die Reise nach Polen der erste Trip ins Ausland mit Freund*innen und ohne Eltern.“

Regie führte Asaf Saban, der auch das Drehbuch schrieb. Es handelt sich nach The Double Exposure Project und Bayit Bagalil um seinen dritten Langfilm. Der 1979 geborene Israeli machte seinen Abschluss am Beit Berl College und erhielt für seine außergewöhnlichen Leistungen während des Studiums fünfmal das renommierte Stipendium der America-Israel Cultural Foundation.
Für viele Teenager sei die Reise nach Polen der erste Trip ins Ausland ohne ihre Eltern, so der Regisseur. Er selbst erinnert sich bei seiner eigenen Reise als Jugendlicher daran, dass er sich dort zuvor alles "bigger than life" vorstellte, als heilige Orte, und die Fahrt dorthin eine Art Pilgerfahrt werde: "Vor Ort war ich enttäuscht: Ich war gar nicht erschüttert, ich fühlte mich gleichgültig."
„Wir erzählen die Geschichte des Holocausts aus der Perspektive junger Menschen, die wie wir das Trauma des Krieges nicht selbst erlebt haben. Doch die Erinnerung an den Holocaust prägt die Sicht der Jugend auf die Welt mehr als es ihr bewusst ist“, erklärte Produzentin Agnieszka Dziedzic.
Neomi Harari, Yoav Bavly und Leib Lev Levin spielen in den Hauptrollen die Freunde Nitzan, Frisch and Ido. Ezra Dagan, bekannt aus seiner Nebenrolle als Rabbiner in Schindlers Liste, ist in der Rolle von Yosef, von den Jugendlichen Opa Frisch genannt, zu sehen, der die Schüler als Holocaustüberlebender begleitet. Nebenrollen wurden mit den polnischen Schauspielern Karolina Bruchnicka, Pascal Fischer und Lech Dyblik besetzt.

### Filmförderung und Dreharbeiten

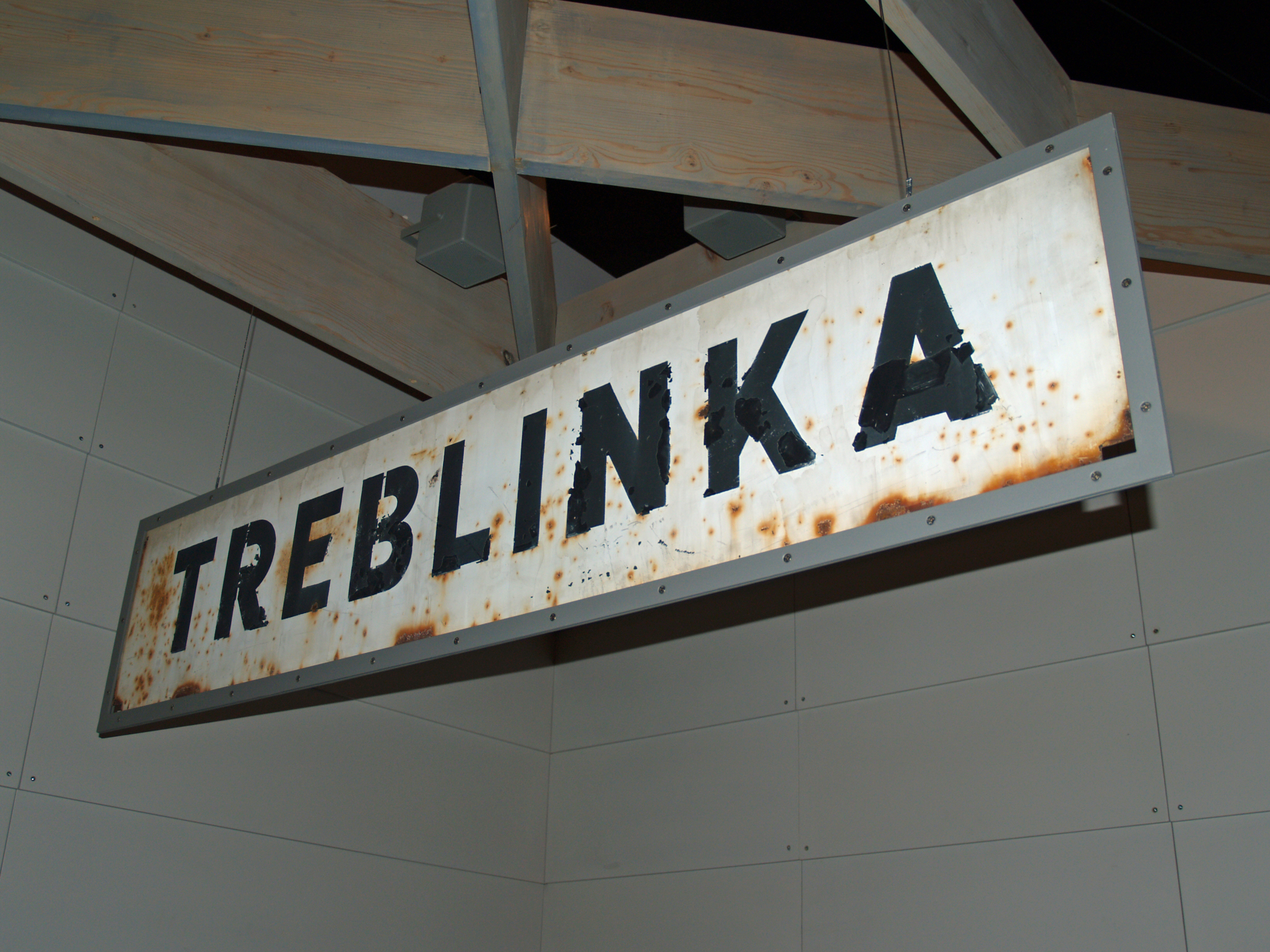
Die Dreharbeiten fanden unter anderem im Vernichtungslager Treblinka statt

Der Film erhielt Produktionsförderungen von Eurimages in Höhe von 290 000 Euro, vom Deutschen Filmförderfonds in Höhe von 119.186 Euro und vom Polnischen Filminstitut in Höhe von 1 300 000 PLN. Der Deutsch-Polnische Filmfonds gewährte neben einer Produktionsförderung in Höhe von 93.200 Euro eine Entwicklungsförderung. Von der Mitteldeutschen Medienförderung erhielt er eine Nachwuchsförderung in Höhe von 100.000 Euro.
Die Dreharbeiten fanden in Deutschland und Polen statt. Zu den Drehorten in Deutschland zählte Halle (Saale), wo man im Oktober 2021 drehte. Anfang des Jahres 2022 wurde in Krakau, Łódź und Warschau gedreht. In Łódź dienten die Tuwima-Straße, der Jüdische Friedhof, die Gedenkstätte Bahnhof Radegast, der Flughafen Lublinek und andere Orte in der Stadt als Kulisse. Weitere Aufnahmen entstanden im Vernichtungslager Treblinka nordöstlich von Warschau. Als Kameramann fungierte der Pole Bogumił Godfrejów.

### Filmmusik und Veröffentlichung
Die Filmmusik steuerte der israelische Komponist Assaf Talmudi bei. Zu den in Film verwendeten „Memorial Songs“ erklärt der Regisseur, diese hätten eigentlich nichts mit dem Holocaust zu tun. Ein Lied von Eviatar Banai, einem der populärsten Sänger in Israel, handele zum Beispiel von einer unglücklichen Großstadtliebe.
Die Weltpremiere erfolgte am 19. Februar 2023 im Rahmen der Internationalen Filmfestspiele Berlin, wo der Film in der Sektion Generation 14plus gezeigt wurde. Zu diesem Zeitpunkt wurde auch der erste Trailer vorgestellt. Anfang Mai 2023 wurde er beim Filmkunstfest Mecklenburg-Vorpommern und Anfang Juni 2023 beim Zlín Film Fest vorgestellt. Ebenfalls im Juni 2023 wurde der Film beim Internationalen Filmfestival Shanghai vorgestellt. Auch beim Jüdischen Filmfestival Berlin Brandenburg 2023 wurde der Film gezeigt. Im Juli 2023 erfolgten Vorstellungen beim Jerusalem Film Festival und beim Giffoni Film Festival. Im September 2023 wurde er bei der Filmkunstmesse Leipzig gezeigt und Mitte November 2023 beim Internationalen Filmfestival Mannheim-Heidelberg. Im Februar 2024 wurde er beim Atlanta Jewish Film Festival vorgestellt. Im September 2024 steht er im Rahmen des polnischen Filmfestivals filmPOLSKA 2024 in Berlin auf dem Programm.

## Auszeichnungen

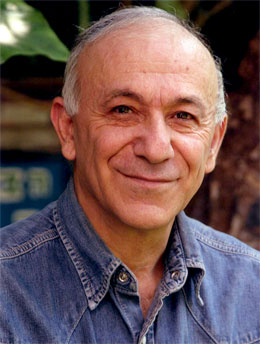
Ezra Dagan spielt Opa Frisch

Beijing International Film Festival 2023
- Nominierung in der Official Selection of Forward Future Section[22]

Filmkunstfest Mecklenburg-Vorpommern 2023
- Nominierung als Bester Kinderfilm (Asaf Saban)[12]

Giffoni Film Festival 2023
- Nominierung im Wettbewerb Generator +16[17]

Internationale Filmfestspiele Berlin 2023
- Nominierung für den Gläsernen Bären in der Sektion Generation 14+ (Asaf Saban)

Jerusalem Film Festival 2023
- Auszeichnung mit dem Anat Pirchi Award für das Beste Drehbuch (Asaf Saban)
- Auszeichnung mit dem Ensemble Award (Yoav Bavly, Neomi Harari, Leib Lev Levin, Ezra Dagan und Alma Dishy)[16]

LUCAS – Internationales Festival für junge Filmfans 2023
- Nominierung im Wettbewerb »Teens«[23]

Zlín Film Fest 2023
- Auszeichnung als Bester Film für Jugendliche[24]